# Hieronymus Andreae

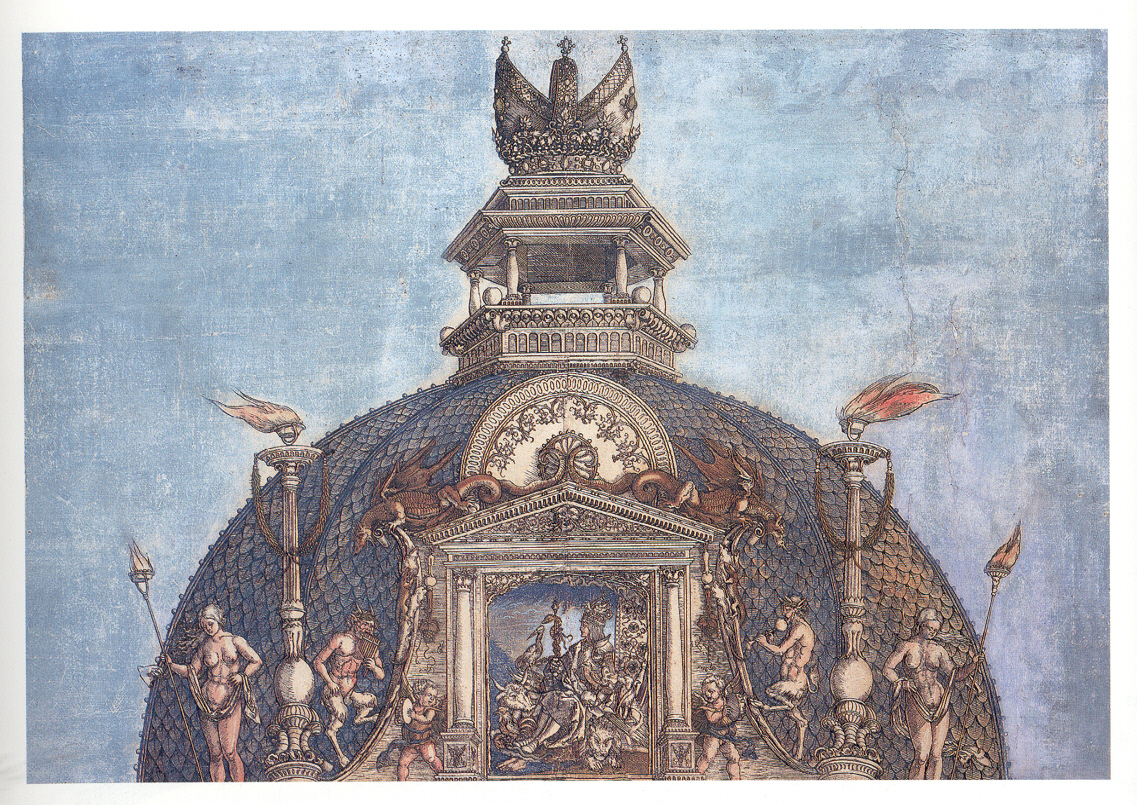
Détail du pinacle de l'Arc de triomphe de Maximilien, dessiné par Dürer et gravé par Andreae, entre 1515 et 1517.

Hieronymus Andreae, ou Andree, ou Jeronymus Formschneider, né vers 1485 et mort le 7 ou 8 mai 1556 à Nuremberg, est un imprimeur, graveur et typographe allemand. Son nom est associé à celui d'Albrecht Dürer pour avoir sculpté les formes des caractères de la gravure de l'Arc de triomphe de Maximilien.
Il est aussi l'inventeur de la fraktur, une version typographique de l'alphabet latin, communément appelée écriture gothique qui a influencé l'imprimerie allemande par la suite.

## Vie et œuvre
On le sait inscrit à l'Université de Leipzig en 1504, où il a peut-être plutôt travaillé qu'étudié. Il devient citoyen de Nuremberg en 1523 bien qu'il y ait sans doute tenu un atelier depuis presque une décennie. Il grave des moules métalliques et des sceaux, y compris pour l'impression de caractères ou la frappe de monnaie. La conception et peut-être même la production de formes typographiques peut avoir eu une place majeure dans son activité par ailleurs très diversifiée. Selon Christoph Gottlieb von Murr, l'empereur Maximilien passait régulièrement à son atelier quand il se rendait à Nuremberg : 

« ... ce Hieronymus résidait dans la Rue Large [Breite Gasse] de cette ville et ses appartements s'étendaient à l'arrière jusqu'à la Rue des Femmes [Frauengässlein]. C'était lui qui gravait sur des blocs la plupart des dessins d'Albrecht Dürer, dont le Char triomphal de Sa Majesté impériale. En ce temps, Sa Majesté s'y rendait quotidiennement pour regarder son art, si bien qu'il devint proverbial que l'empereur s'était encore rendu à la « Rue des Femmes ». »

De 1515 à 1517, il travaille sur les blocs de bois destinés à l'Arc triomphal, lui et ses ouvriers ayant probablement été entièrement pris par cette énorme commande d'un travail dont la qualité est reconnue. Il grave aussi le Le Grand Char Triomphal de l'Empereur Maximilien Ier et d'autres commandes que l'empereur Maximilien a faites à Dürer ; cependant, Andreae apparaît trop tard sur la scène nurembergeoise pour avoir produit la plupart des autres réalisations majeures de Dürer qui datent dans l'ensemble d'avant 1513.
Il élabore l'écriture en fraktur pour les longs textes explicatifs qui figurent sous le Grand Char Triomphal. La fraktur paraît dans sa forme achevée dans la 2de édition de la Géométrie de Dürer (1538) et connaît un rapide succès, devenant la police de caractères la plus utilisée par les imprimeurs luthériens de l'Allemagne du nord à la fin du XVIe siècle
Les blocs de l'Arc de triomphe et du Char qui portent la marque d'Andreae sont conservés à l'Albertina à Vienne. On a la trace de négociations entre les héritiers de Maximilien et Andreae qui refuse de céder les blocs gravés pour l'Arc avant qu'on lui paye ce qu'on lui doit ; il a par ailleurs entretemps édité une partie des gravures sans autorisation en 1520, ce dont le Conseil de Nuremberg doit s'excuser auprès du nouvel empereur Charles Quint.

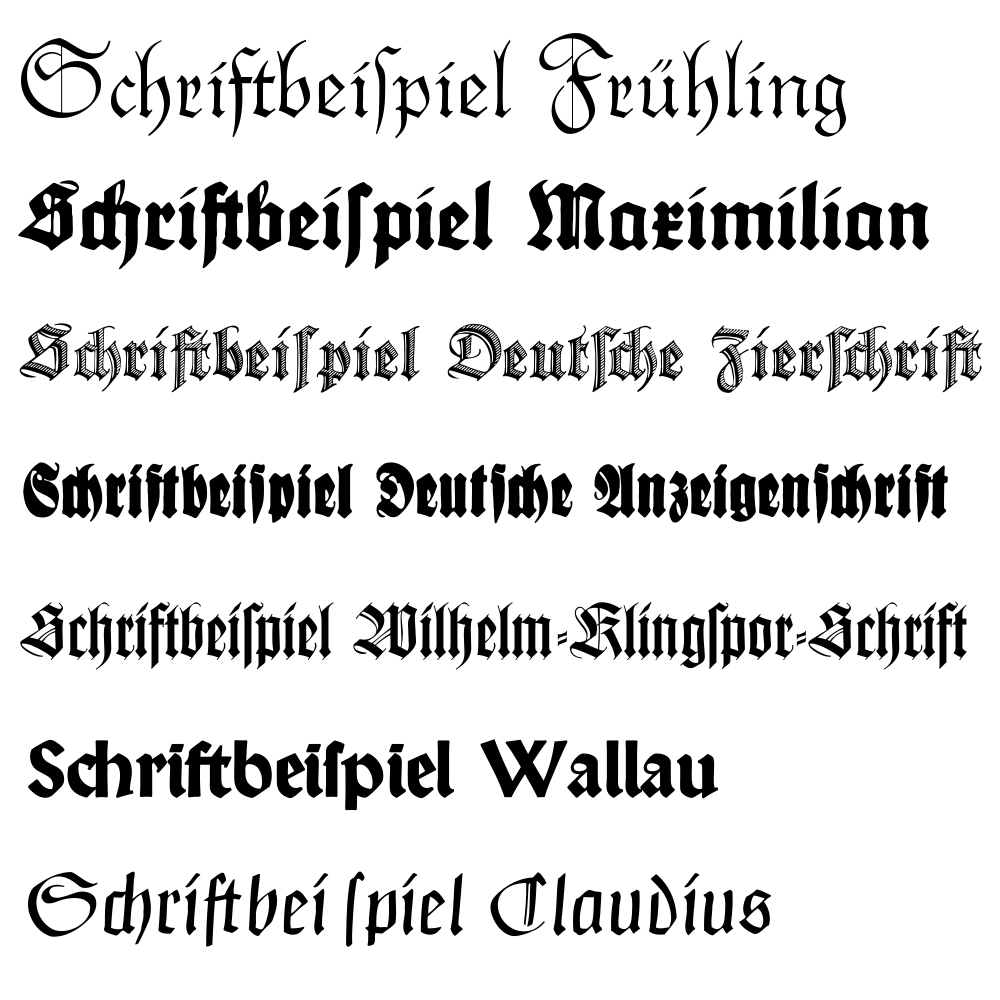
L'évolution de la Fraktur. La version d'Andreae est la deuxième, utilisée pour l'Arc de triomphe de Maximilien.

On ne connaît pas les noms de ceux qui ont gravé pour l'impression de feuillets uniques (prospectus, feuilles d'informations) qui circulent à cette époque, car ils ne sont pas mentionnés, à moins qu'ils n'en soient aussi éditeurs. Dans le cas du projet de l'empereur Maximilien, les blocs sont marqués ou signés pour s'assurer que soit payé celui qui, dans l'atelier, a effectué le travail. En l'absence de signature, il est difficile de spéculer sur l'identité du graveur en se basant sur le style ou la qualité du travail, car la plus grande partie de l'œuvre d'Andreae n'est pas discernable dans la production considérable de l'époque à Nuremberg. Il se peut par exemple qu'il ait gravé le texte du Rhinocéros de Dürer (1515) mais il n'y en a pas de preuve directe.
Les livres eux fournissent plus d'indication grâce à la page de titre. Il a gravé les illustrations et imprimé les livres sur lesquels Dürer travaille les dernières années avant sa mort en 1526 : Géométrie - l'Art de mesurer (1525), un ouvrage sur les fortifications de villes et châteaux (1527), et un Traité des proportions du corps humain publié pour le compte de sa veuve.
Il adhère tôt aux vues de Martin Luther et est brièvement emprisonné en 1525 pour ses sympathies lors de la Guerre des Paysans. Souvent en conflit avec les autorités, il est accusé après la mort de Dürer d'avoir, avec Sebald Beham, édité une version plagiée des proportions du cheval que Dürer n'avait pas achevée. En 1542, il s'enfuit de la ville pour éviter deux semaines de prison auxquelles il a été condamné pour ne s'être pas présenté devant la cour pour diffamations envers un membre du Conseil de la cité ; il revient cependant plus tard.
Andreae est inhumé à l'église luthérienne Saint-Jean à Nuremberg en mai 1556.

## Éditeur de musique
Après la mort de Dürer, il élabore et imprime des gravures pour la notation musicale. Il signe alors Hieronymus Formschneider en page de titre. Associé au libraire Hans Ott, il publie Novum et insigne opus musicum, une anthologie en deux volumes de cent motets (1537-1538).
Andreae a réalisé une police de caractères musicaux à usage unique qu'il utilise en 1534 ; il n'est que le deuxième à l'avoir fait en Allemagne, précédé de peu par Christian Egenolff de Francfort qui deux ans auparavant imprime Odarum Horatii concentus de Petrus Tritonius (1532). Sa marque figure aussi sur le considérable Choralis Constantinus, trois volumes parus entre 1550 et 1555 contenant des centaines de chants grégoriens en motets, la plus grande collection de propres du XVIe siècle, réalisée par Heinrich Isaac et achevée par Ludwig Senfl.